# L.A. Confidential (film)
Cet article concerne le film de Curtis Hanson. Pour le roman de James Ellroy, voir L.A. Confidential.
Pour plus de détails, voir Fiche technique et Distribution.
L.A. Confidential ou  Los Angeles interdite au Québec est un film policier américain réalisé par Curtis Hanson et sorti en 1997. C'est l'adaptation du roman du même nom de James Ellroy.
Le film met en scène Kevin Spacey, Russell Crowe, Guy Pearce, Kim Basinger et James Cromwell. L'intrigue se déroule en 1953. La ville de Los Angeles est sujette à une vague de règlements de comptes après la chute du caïd Mickey Cohen. Le Los Angeles Police Department se mobilise sur l'affaire de L'Oiseau de nuit, un massacre au cours duquel est tombé un ancien policier. Trois inspecteurs aux styles radicalement différents — le carriériste futé Ed Exley, la brute « pas si bête que ça » Bud White et le mondain désabusé Jack Vincennes — vont être amenés à coopérer pour démêler les fils d'une histoire plus compliquée qu'il n'y paraît. Bud fait par ailleurs la rencontre de la belle Lynn Bracken, une prostituée de luxe sosie de Veronica Lake.
Le long métrage est présenté au festival de Cannes 1997. À sa sortie, il rencontre un succès critique et commercial. Il a rapporté 126 millions de dollars, pour un budget de 35 millions de dollars. La presse salue notamment le jeu des acteurs, l'écriture, la réalisation, le montage et la musique de Jerry Goldsmith. Le film est nommé pour neuf Oscars en 1998, dont celui du meilleur film. Il en remportera deux — meilleure actrice dans un second rôle pour Kim Basinger et meilleur scénario adapté — dans une cérémonie largement dominée par Titanic de James Cameron.
En 2015, le film est sélectionné par Le National Film Registry pour être conservé à la bibliothèque du Congrès aux États-Unis pour son « importance culturelle, historique ou esthétique ».

## Synopsis
En 1953, le département de police de Los Angeles cherche à redorer son blason, après des décennies de corruption. Le jeune sergent Edmund Exley, déterminé à faire évoluer sa carrière, vit dans l'ombre de son père. Ce dernier, inspecteur légendaire, a été tué en service mais le meurtrier n'a jamais été identifié. Par habitude, Edmund Exley nomme le suspect avec le nom de « Rollo Tomasi », représentant ainsi tout criminel échappant à la justice. Jack Vincennes, sergent de la brigade des stupéfiants, est quant à lui en quête de célébrité et officie comme consultant sur la série télévisée à succès Badge of Honor. Il collabore régulièrement avec le journaliste à sensation de Hush Hush, Sid Hudgens, pour procéder à des arrestations médiatisées de célébrités. L'agent Wendell White, alias "Bud", est instable et recourt à la violence pour interroger et intimider les suspects, notamment les agresseurs de femmes, car son père a assassiné sa mère quand il était tout jeune. Ses méthodes musclées servent régulièrement au capitaine de la police, Dudley Smith.
La veille de Noël, Bud White tombe par hasard sur les prostituées de luxe Lynn Bracken et Susan Lefferts, ainsi que un ancien policier nommé Leland Meeks. Tous travaillent pour Pierce Patchett, un homme d'affaires millionnaire qui dirige Fleur-de-Lis, un réseau clandestin de prostitution qui héberge des femmes retouchées chirurgicalement pour ressembler à des stars de cinéma. White entame une relation avec Lynn, sosie de Veronica Lake. À la suite du scandale du Bloody Christmas — impliquant des policiers ivres frappant des détenus — Exley est promu lieutenant-inspecteur, après avoir persuadé ses supérieurs de sauver la réputation du service en ne poursuivant que les policiers à la retraite. Exley contraint Vincennes à témoigner, tandis que Bud White refuse d'obtempérer et est suspendu. Son partenaire, Dick Stensland, est licencié pour son implication, ce qui rend les autres policiers hostiles à Exley. À la suite de l'emprisonnement du puissant gangster Mickey Cohen, le capitaine de police Dudley Smith recrute White pour effrayer les criminels qui voudraient reprendre la place laissé vacante. Une série de meurtres visant les subordonnés de Cohen entraîne la disparition de 11 kg de son héroïne.
Edmund Exley enquête sur un massacre au café Nite Owl (L'Oiseau de nuit en VF), dont Stensland et Lefferts font partie des victimes. Trois criminels afro-américains sont arrêtés pour ce crime. L'interrogatoire révèle qu'ils ont violé une femme captive. Bud White se précipite pour libérer la femme et exécute son ravisseur, dissimulant des preuves suggérant qu'il a agi en état de légitime défense. Les Afro-Américains s'échappent du commissariat et sont tués par Exley lors de la fusillade qui s'ensuit, classant l'affaire et lui valant une médaille pour bravoure. Cependant, incapables d'ignorer les incohérences du dossier, Exley et White poursuivent l'enquête chacun de leur côté. White interroge la mère de Lefferts et découvre le corps de Meeks sous sa maison. Il interroge l'ancien garde du corps de Cohen, Johnny Stompanato, qui révèle que Meeks tentait de vendre l'héroïne volée.
Sid Hudgens et Jack Vincennes orchestrent une relation homosexuelle entre Matt Reynolds (un acteur en difficulté) et le procureur Ellis Loew, afin de réaliser des photos de chantage. Cependant, après la découverte du meurtre de Reynolds, Jack, rongé par la culpabilité, rejoint l'enquête d'Edmund Exley. Vincennes apprend que Meeks et Stensland ont collaboré sous la direction du capitaine Smith et abandonne l'enquête sur Patchett et Hudgens, qui faisaient chanter d'éminents hommes d'affaires avec des photos de leurs rendez-vous illicites. Il se rend chez le capitaine Smith pour l'informer, mais ce dernier l'abat froidement. Dans son dernier souffle, Vincennes prononce les mots « Rollo Tomasi ».
Smith s'arrange pour faire croire que Jack a été assassiné par un criminel. Exley devient méfiant lorsque Smith l'interroge sur « Rollo Tomasi », un nom qu'Exley n'a révélé qu'à Vincennes. Plus tard, Bud se retrouve dans un motel abandonné pour tabasser Sid, à la demande du capitaine Smith. Dans la voiture du journaliste, Bud White retrouve des photos de Lynn en train de coucher avec Exley. Furieux, White se rend au commissariat et tabasse Exley. Ils finissent finalement par réaliser que leurs enquêtes impliquent leur capitaine, qui a tout manigancé. Ils en déduisent que Stensland a tué Meeks pour l'héroïne, et que Smith a orchestré le massacre du Nite Owl pour tuer Stensland et a piégé les Afro-Américains. Exley et White interrogent Loew et découvrent que Smith et Patchett ont voulu prendre le contrôle des anciennes activités criminelles de Mickey Cohen et ont utilisé les photos de lui avec Reynolds pour le contraindre à coopérer. Exley et White découvrent plus tard Hudgens et Patchett assassinés.
Smith attire Exley et White dans une embuscade isolée en dehors de la ville. Bien que grièvement blessés, ils tuent les hommes de Smith. Alors que de nombreuses voitures de police arrivent sur les lieux, Smith propose de mentir et de promouvoir à nouveau Exley, mais ce dernier l'exécute pour l'empêcher d'échapper à la punition. Malgré le témoignage d'Exley, les responsables du LAPD décident de protéger l'image du département et affirme que Dudley Smith est mort en héros. Exley accepte de coopérer en tant que second « héros » pour obtenir d'autres récompenses. Devant l'hôtel de ville, Exley fait ses adieux à Bracken et White avant leur départ pour l'Arizona.

## Fiche technique
Sauf indication contraire, les informations mentionnées dans cette section peuvent être confirmées par la base de données cinématographiques IMDb,  présente dans la section « Liens externes ».
- Titre français et original : L.A. Confidential
- Titre québécois : Los Angeles interdite
- Réalisation : Curtis Hanson
- Scénario : Brian Helgeland et Curtis Hanson, d'après le roman L.A. Confidential de James Ellroy
- Musique : Jerry Goldsmith
- Photographie : Dante Spinotti
- Montage : Peter Honess
- Production : Curtis Hanson, Arnon Milchan, Michael G. Nathanson
- Sociétés de production : Regency Enterprises, The Wolper Organization et Warner Bros.
- Société de distribution : Warner Bros.
- Budget : 35 000 000 $[1]
- Pays de production :  États-Unis
- Langue originale : anglais
- Format : couleurs - 2,35:1 – 35 mm — son Dolby Digital
- Genres : policier, néo-noir[2], thriller
- Durée : 138 minutes
- Date de sortie[3] :
  - France : 14 mai 1997 (festival de Cannes), 8 octobre 1997 (sortie nationale)
  - États-Unis : 19 septembre 1997
- (fr) Classification CNC : tous publics (visa d'exploitation no 93018 délivré le 16 octobre 1997)[4]

## Distribution
- Kevin Spacey (VF : Gabriel Le Doze ; VQ : Jean-Marie Moncelet) : le sergent-inspecteur Jack Vincennes
- Russell Crowe (VF : Emmanuel Jacomy ; VQ : Pierre Auger) : l'officier Wendell « Bud » White
- Guy Pearce (VF : Tanguy Goasdoué ; VQ : Daniel Picard) : le lieutenant-inspecteur Edmund Jennings « Ed » Exley
- James Cromwell (VF : Michel Ruhl ; VQ : Claude Préfontaine) : le capitaine Dudley Liam Smith
- Kim Basinger (VF : Michèle Buzynski ; VQ : Claudie Verdant) : Lynn Bracken
- Danny DeVito (VF : Philippe Peythieu ; VQ : Ronald France) : Sid Hudgens
- David Strathairn (VF : Hervé Caradec ; VQ : Pascal Rollin) : Pierce Morehouse Patchett
- Ron Rifkin (VF : Gérard Dessalles ; VQ : Jacques Lavallée) : le procureur général Ellis Loew
- Matt McCoy (VF : Pierre Dourlens ; VQ : Thierry Langerak) : Brett Chase, l'acteur de la série Badge of Honor
- Paul Guilfoyle : Mickey Cohen
- Paolo Seganti (VQ : Benoît Éthier) : Johnny Stompanato
- Steve Rankin : le policier qui arrête Mickey Cohen
- Graham Beckel (VF : Richard Leblond ; VQ : Jean Brousseau) : l'inspecteur Richard Alex « Dick » Stensland
- Symba Smith : une partenaire de danse de Jack
- Amber Smith : Susan Lefferts, le sosie de Rita Hayworth
- Darrell Sandeen (VF : Henry Djanik ; VQ : Alain Clavier) : Leland « Buzz » Meeks
- Simon Baker (VF : Jérôme Berthoud ; VQ : Hugolin Chevrette) : Matt Reynolds
- Thomas Rosales Jr. : le Mexicain tabassé
- Tomas Arana (VQ : Denis Michaud) : l'inspecteur Michael Breuning
- Jack Conley : le vice-capitaine
- Jim Metzler (VF : Hervé Jolly ; VQ : Yves Corbeil) : M. le conseiller
- Jeremiah Birkett (VF : Thierry Desroses ; VQ : James Hyndman) : Raymond Collins
- Jeff Austin : un inspecteur
- John Mahon (en) : le chef de la police
- Marisol Padilla Sánchez : Ines Soto
- Monique Parent : Grace Kelly (non créditée)
- Brenda Bakke : Lana Turner

Sources et légende : Version Française (VF) sur VoxoFilm et RS Doublage; Version Québécoise (VQ) sur Doublage Qc.ca

## Production

### Genèse et développement
L.A. Confidential est l'adaptation cinématographique du roman du même nom de James Ellroy, paru en 1990 aux États-Unis. Ce roman est le 3e du Quatuor de Los Angeles, dans lequel l'auteur rend hommage au Los Angeles des années 1940 et 1950.
Le scénariste Brian Helgeland était initialement sous contrat avec Warner Bros. pour écrire un film de Vikings pour Uli Edel et une version moderne de la légende arthurienne. Grand fan de James Ellroy, Brian Helgeland apprend que Warner Bros. vient d'acquérir les droits de L.A. Confidential et insistera à de nombreuses reprises pour écrire le script. Le studio est cependant à la recherche d'un scénariste plus connu. Brian Helgeland apprend ensuite que Curtis Hanson a été engagé comme réalisateur et s'arrange pour le rencontrer alors que le cinéaste tourne La Rivière sauvage. Les deux hommes se découvrent une passion commune pour l’œuvre de James Ellroy et ont la même vision sur la manière d'adapter L.A. Confidential en film. Brian Helgeland explique qu'ils ont principalement dû « supprimer chaque scène du livre qui ne contenait pas les trois principaux flics, puis travailler à partir de ces scènes ».

### Attribution des rôles
Le réalisateur Curtis Hanson a souhaité auditionner Russell Crowe après l'avoir vu dans Romper Stomper (1992). Les producteurs du film étaient cependant sceptiques sur le fait que deux acteurs australiens (Crowe et Guy Pearce) incarnent des personnages américains.
L'auteur du roman original, James Ellroy, explique avoir été surpris par le choix des comédiens :

« De toute évidence, ils sont mes personnages et quelque chose d'autre. Ce fut pour moi une expérience très étrange, dans le sens schizophrénique du terme, de les voir sur l'écran, comme à la fois des personnages et des entités différentes que je n'ai pas créées. Disons que Guy Pearce et Russell Crowe sont plus jeunes que je n'avais imaginé Ed et Bud, tandis que Kevin Spacey a l'âge qu'il faut. Mais celui qui m'a le plus époustouflé est James Cromwell dans le rôle de Dudley Smith. Au fil des années, ma femme et moi tentions d'imaginer qui pourrait l'interpréter et, finalement, notre choix s'est porté sur Donald Moffat. Ce qui est intéressant, c'est que les deux acteurs se ressemblent. »

— James Ellroy

### Tournage
Le tournage a lieu de mai à août 1996. Il se déroule à Los Angeles (Hollywood, Los Feliz, Baldwin Hills, Downtown L.A., Echo Park, Elysian Park, Pacific Electric Building, Pantages Theatre, Lincoln Heights) et ses environs (West Hollywood dont au Formosa Cafe, Long Beach).

### Musique

#### Original Motion Picture Score
Albums de Jerry Goldsmith
Air Force One
(1997) À couteaux tirés
(1997)
La bande originale est composée par Jerry Goldsmith. Pour son travail, il a été nommé à l'Oscar de la meilleure musique de film à la 70e cérémonie des Oscars, mais perd au profit de James Horner pour Titanic. Pour ses compositions, Jerry Goldsmith s'inspire fortement de la musique du film Sur les quais composée par Leonard Bernstein.
Liste des titres
1. Bloody Christmas (2:50)
2. The Cafe (2:20)
3. Questions (2:20)
4. Susan Lefferts (2:54)
5. Out Of The Rain (2:47)
6. Rollo Tomasi (3:08)
7. The Photos (2:28)
8. The Keys (1:52)
9. Shootout (4:09)
10. Good Lad (2:19)
11. The Victor (2:32)

#### Original Soundtrack
Un autre album est commercialisé par le label Restless Records avec d'autres musiques et chansons présentes dans le film, ainsi que quelques compositions originales de Jerry Goldsmith.
Liste des titres
1. Badge of Honor (0:22) - Jerry Goldsmith (score)
2. Ac-Cent-Tchu-Ate The Positive (1:56) - Harold Arlen, Johnny Mercer
3. The Christmas Blues (2:53) - Sammy Cahn, David Jack Holt
4. Look for the Silver Lining (en) (2:39) - Buddy DeSylva, Jerome Kern
5. Makin' Whoopee (3:28) - Walter Donaldson, Gus Kahn
6. Hit the Road to Dreamland (en) (1:58) - Harold Arlen, Johnny Mercer
7. Oh! Look at Me Now (3:08) - Joe Bushkin, John DeVries
8. The Lady Is a Tramp (3:12) - Lorenz Hart, Richard Rodgers
9. Wheel of Fortune (3:24) - Bennie Benjamin (en), George David Weiss (en)
10. But Not for Me (2:50) - George Gershwin, Ira Gershwin
11. How Important Can It Be? (en) (2:33) - Bennie Benjamin (en), George David Weiss (en)
12. Looking At You (2:17) - Cole Porter
13. Powder Your Face with Sunshine (en) (2:32) - Carmen Lombardo (en), Stanley Rochinski
14. L.A. Confidential (2:31) - Jerry Goldsmith (score)

## Accueil

### Accueil critique
Il a reçu un accueil critique très favorable, recueillant 99 % de critiques positives, avec une note moyenne de 8,6/10 et sur la base de 111 critiques collectées, sur le site agrégateur de critiques Rotten Tomatoes. Sur Metacritic, il obtient un score de 90/100 sur la base de 28 critiques collectées.
En France, le site Allociné propose une note moyenne de 4,8⁄5 à partir de l'interprétation de critiques provenant de 5 titres de presse.

### Box-office
Le film a connu un certain succès commercial, rapportant environ 126 216 000 $ au box-office mondial, dont 64 616 000 $ en Amérique du Nord, pour un budget de 35 000 000 $,. En France, il a réalisé 589 608 entrées.

## Distinctions
Source : Internet Movie Database

### Récompenses
- Oscars 1998 : meilleure actrice dans un second rôle pour Kim Basinger, meilleur scénario adapté
- BAFTA Awards 1998 : meilleur montage et meilleur son
- Golden Globes 1998 : meilleure actrice dans un second rôle pour Kim Basinger
- Screen Actors Guild Award de la meilleure actrice dans un second rôle pour Kim Basinger
- Saturn Award du meilleur film d'action, d'aventures ou thriller 1998
- Satellite Award du meilleur scénario adapté 1998
- LAFCA du meilleur film 1997
- Prix Edgar-Allan-Poe 1998 du meilleur scénario
- Empire Award du meilleur acteur 1998 pour Kevin Spacey
- Australian Academy of Cinema and Television Arts Awards 1998 : meilleur film étranger
- Prix de l'Académie japonaise 1999 : meilleur film étranger
- Prix Sant Jordi du cinéma 1998 : meilleur film étranger
- Fotogramas de Plata 1998 : meilleur film étranger
- Online Film Critics Society - Meilleur film

### Nominations
- Festival de Cannes 1997 : en compétition officielle pour la Palme d'or
- Oscars 1998 : meilleur film, meilleur réalisateur, meilleure musique, meilleurs décors, meilleure photographie, meilleur montage et meilleur mixage de son
- BAFTA Awards 1998 : du meilleur film, du meilleur acteur (Kevin Spacey), de la meilleure actrice (Kim Basinger), de la meilleure réalisation, du meilleur scénario adapté, de la meilleure musique, des meilleurs décors, des meilleurs costumes, de la meilleure photographie et du meilleur maquillage
- Golden Globes 1998 : meilleur film dramatique, meilleur réalisateur, meilleur scénario, meilleure musique
- Satellite Awards 1998 : meilleur film, meilleur acteur (Russell Crowe), meilleure réalisation, meilleurs décors, meilleure photographie, meilleur montage et meilleure musique

## Commentaire
Lors d'une scène dans l'appartement de Lynn Bracken, un extrait du film Tueur à gages de Frank Tuttle sorti en 1942 est visible.